# Меня зовут Джаз
«Меня зовут Джаз» (англ. I Am Jazz) — американское многосерийное реалити-шоу на TLC про трансгендерную девушку по имени Джазз Дженнингс. В 11-й серии представлены особенности взаимоотношений Джаз с её семьёй «ситуация традиционной подростковой драмы показанная сквозь призму трансгендерной молодёжи». 

## Оценки
Телевизионный проект «Джаз — Это Я» стартовал 15 июля 2015 года, и получил положительную оценку телезрителей и критиков.

### Награды
- Шоу признано лучшей в категории Outstanding Reality Program на 7-м награждении премией GLAAD Media Awards (2020).[4][5]
- Приз American Reality Television Awards в номинации Лучший документальный сериал (2020).[6]